# Idioctis marovo
Idioctis marovo – gatunek pająków z infrarzędu ptaszników i rodziny Barychelidae. Występuje endemicznie na Wyspach Salomona.

## Taksonomia
Gatunek ten opisany został po raz pierwszy w 1992 roku przez Tracey Churchill i Roberta Ravena. Miejsce typowe znajduje się w lagunie Marovo na wyspie Uepi. Epitet gatunkowy pochodzi od nazwy miejsca typowego.

## Morfologia
Długość ciała u holotypowej samicy wynosi 15 mm. Karapaks jest w ogólnym zarysie jajowaty, ubarwiony żółtobrązowo z rudobrązową częścią głowową, porośnięty brązowymi szczecinkami i jednorodnym, srebrzystobrązowym owłosieniem. Jamki karapaksu są bardzo słabo odchylone. Szczękoczułki są rudobrązowe ze srebrnymi szczecinkami. Bruzda szczękoczułka ma 7 zębów na krawędzi przedniej oraz 4 małe ząbki w części środkowo-nasadowej. Rasetllum składa się z 10 silnych, stykających się podstawami kolców umieszczonych w pojedynczym szeregu nad nasadą pazura jadowego. Warga dolna oddzielona jest od sternum wąską bruzdą. Odnóża są żółtobrązowe, porośnięte umiarkowanie długim, brązowym owłosieniem. Wszystkie pary mają pazurki z 4–5 wyraźnymi zębami. Trzecia para odnóży ma na rzepkach 25 cierni na stronie przednio-bocznej, zaś czwarta para ma na rzepkach po 10–16 cierni, a na udach po 5 krótkich kolców. Opistosoma (odwłok) jest jasna, z wierzchu z parą fioletowawych znaków. Genitalia samicy mają dwie spermateki, każda złożona z dwóch płatów, z których mały osadzony jest od zewnątrz nasady dużego.

## Ekologia i występowanie
Pająk ten zasiedla strefę przybrzeżną. Buduje tam proste norki o pojedynczym wejściu zamykanym wieczkiem. Jako podłoże wybiera piaski i korzenie kokosów.
Gatunek endemiczny dla Wysp Salomona, znany tylko z wyspy Uepi w ich Prowincji Zachodniej.